# Jiří Hejna
Jiří Georges Hejna né le 29 juillet 1921 à Prague et mort le 2 mars 2011 à Paris est un peintre tchèque.
Il est notamment l'auteur d'une série de peintures qu'il appelle les Compositions cosmogoniques.

## Biographie
Jiří Hejna naît en 1921 à Prague dans la famille d'un menuisier au sein de laquelle un frère aîné Vaclav (né en 1914) sera également artiste peintre. Entre 1932 et 1941, il fait ses études secondaires au lycée Jan Neruda à Prague, où il est remarqué pour ses dessins satiriques et ses caricatures de professeurs. De 1941 à 1945, il étudie l'art décoratif à l´École d'art Baťa (cs) de Zlín, créée par l´industriel Jan Antonín Baťa (cs), instruction artistique qu'il prolonge à l'Académie des beaux-arts de Prague en 1945 où il a pour maître Max Švabinský, puis dans l'atelier de Jean Souverbie et à l'École nationale supérieure des beaux-arts de Paris de 1946 à 1947. 
En 1946, il participe à l'exposition des jeunes artistiques tchécoslovaques Art tchécoslovaque à la galerie la Boétie à Paris et adhère au groupe des artistes de Umělecká beseda de Prague, et à l'Union des artistes tchécoslovaques. En 1948, au moment du coup d'état communiste à Prague, il reste bloqué en Tchécoslovaquie et se trouve confronté, comme d'autres membres de sa génération, au choix entre sa liberté d'expression et les tendances du réalisme socialiste, alors incontournable. En 1949, tout en essayent de pouvoir survivre dans les structures officielles et d'exposer ses œuvres, officieusement il peint ses premières toiles abstraites, appelées, par lui-même, les Compositions cosmogoniques. Elles ne seront jamais exposées avant 1964, date où il quitte Prague clandestinement avec son épouse Zoé et son frère aîné Vaclav pour vivre à Paris. 
Installé au 13, boulevard des Frères-Voisin dans le 15e arrondissement, il expose au Salon des surindépendants jusqu'en 1968, au Salon des indépendants à partir de 1976, au Salon d'automne en 1976, 1978 et 1979, de même que dans des galeries privées — notamment en France, en Suisse et aux États-Unis —, ses Compositions cosmogoniques dans lesquelles il propose sa vision du monde en tant que système des énergies et forces créatrices. 
En 1989, sauf quelques rares exceptions, il cesse pratiquement de peindre.Il voyage à travers le monde et vit dans son atelier parisien. En 2004, malade et déprimé par la mort de son épouse Zoé, il prépare son exposition, la première dans son pays natal depuis son émigration quarante années plus tôt, Rétrospective de l'Univers à Olomouc et à Vysoké Mýto, mais il ne participe pas aux vernissages. Il n'entreprend son unique retour en République tchèque depuis 1964 qu´en 2005. 
Jiří Hejna meurt le 2 mars 2011 à l′hôpital Vaugirard à Paris et, le 11 mars, ses cendres sont dispersées à Paris au cimetière du Père-Lachaise.

## Contributions bibliophiliques
- Mark Twain, Les Aventures de Tom Sawyer et Les Aventures de Huckleberry Finn (langue tchèque), illustrations de Jiří Hejna, Prague, Statni Natladatelstvi Krasne Literatury, 1961.

## Expositions
- 1938 : La Jeune Culture, Galerie Mánes, Prague ; Salons d'art de Zlín ; époque des collages surréalistes (cycle Grains de sable).
- 1946 : Art tchécoslovaque, galerie la Boétie, Paris, Bruxelles, Liège, Anvers.
- 1947 : exposition personnelle, L'Homme et la ville, galerie Topič, Prague, sous le pseudonyme Jiří H. Vojta ; Salon de moins de trente ans, Paris ; époque du réalisme magique.
- 1948 : Salon de mai, Paris ; Dessins satiriques de Jiří Hejna, théâtre Divadlo satiry, Prague ; Salon de Zlín ; création de peintures murales, musée de l'Agriculture (Prague).
- 1950 : expositions du Groupe UB, palais Wallenstein, Prague, Československý spisovatel, Prague.
- 1955 : il devient membre du groupe Hollar à Prague et participe à ses expositions à la galerie Hollar et à l'étranger jusqu'en 1964, date de son émigration en France.
- 1956 : exposition personnelle, 136 dessins et gravures, galerie de la bibliothèque de Beroun (Tchécoslovaquie).
- 1957 : Nouvel art graphique, galerie Hollar, Prague ; expositions personnelles, J. H., 93 peintures et dessins, galerie du musée de Prostějov ; Monts des géants (47 tableaux), galerie du musée, château de Jilemnice.
- 1958 : Jiří Hejna, galerie des jeunes, Prague ; Faces de ville, musée de la ville de Prague ; La ville vue par les artistes contemporains, galerie Špála, Prague ; Les jeunes artistes tchécoslovaques, Maison de l'art, Brno.
- 1959 : Le Groupe Hollar. Dessins de voyages, galerie Hollar, Prague.
- 1960 : Nouvel art graphique, galerie Hollar, Prague.
- 1961 Jiří Hejna : gravures et dessins, galerie Hollar, Prague.
- 1962 : galerie La Proue, Bruxelles, avec Delvaux, Magritte, Picasso, César, etc.
- 1963 : Les fondateurs et l'actualité, galerie nationale, palais Kinsky, Prague ; L'art et la musique, théâtre de la musique, Prague.
- 1965 : exposition personnelle, tableaux du cycle Face de la mer, galerie Marcus Durand, Saint-Tropez.
- 1966 : exposition personnelle, peintures des cycles Face de la mer, Faces des villes, galerie Rouff, Nice.
- 1967 : exposition personnelle, Œuvres récentes de Jiri Hejna, galerie Claude Degasches, Paris.
- 1968 : galerie du XXe siècle, Cannes ; galerie Europa Arte, Ancône ; Annuale Italiana d'Arte Grafica.
- 1969 : Exhibition of Contemporary European Painters, New York ; Nuova Critica Europea, galerie Europa Arte, Ancône.
- 1972 : Arts plastiques d'aujourd'hui, Palais des Arts, Marseille ; Salon international d'art, Toulon.
- 1973 : Exhibition of French and European Painters, New York.
- 1974 : Salon de Nice, palais des expositions ; Salon international d'art, Toulon.
- 1975 : Europalia, Bruxelles ; Biennale internationale des beaux‑arts, Barcelone, Madrid.
- à partir de 1976 : Salon des indépendants et Salon d'automne, Grand Palais, Paris.
- 1978 : galerie Krause, Zurich
- 1979 : L'Invisible dans la médaille, musée de la Monnaie, Paris ; L'Amérique aux indépendants, Grand Palais, Paris.
- 1981 : galerie Sofitel, Paris.
- 1988 : galerie Atlante, Paris ; galerie Salammbo, Genève.
- septembre 2004 : Rétrospective de l´univers, premières rétrospectives dans son pays natal à Olomouc, galerie Patro, et à Vysoké Mýto[4].
- juin-août 2011 : Vesmír je jako pták ohnivák, Maison des chevaliers, Litomyšl[5].
- octobre-novembre 2015 : L'Énergie de l'infini, galerie Kroupa, Prague[6].
- 2016 : Hommage à Jiří Hejna, Nadace uměleckých sbírek, Prague.
- juin-septembre 2016 : Pour la Tchécoslovaquie. Centième anniversaire de la création du Conseil national des Pays tchèques, Centre culturel tchèque, Paris[7].

## Réception critique
- « Il a évolué d'une figuration qui pouvait évoquer Albert Marquet à l'abstraction, avec des œuvres lyriques, proches du tachisme, sans toutefois abandonner ses représentations de paysages urbains dans la série Faces de ville. Ses tableaux abstraits, en particulier le vaste cycle des Compositions cosmogoniques, où dominent les faisceaux de couleurs (lignes horizontales et verticales), se réfèrent à l'univers, à l'espace interstellaire. » - Dictionnaire Bénézit[1]

## Collections publiques

### République tchèque
- Jilemnice, musée de Jilemnice[1].
- Prague :
  - Galerie nationale[8].
  - Nadace uměleckých sbirek (Fondation de collections d'art).
- Prostějov, musée municipal[1].
- Vysoké Mýto, Městská galerie[9].

### France
- Paris, musée de la Monnaie.